# منطقه آناتولی جنوب شرق

ناحیه آناتولی جنوب شرق

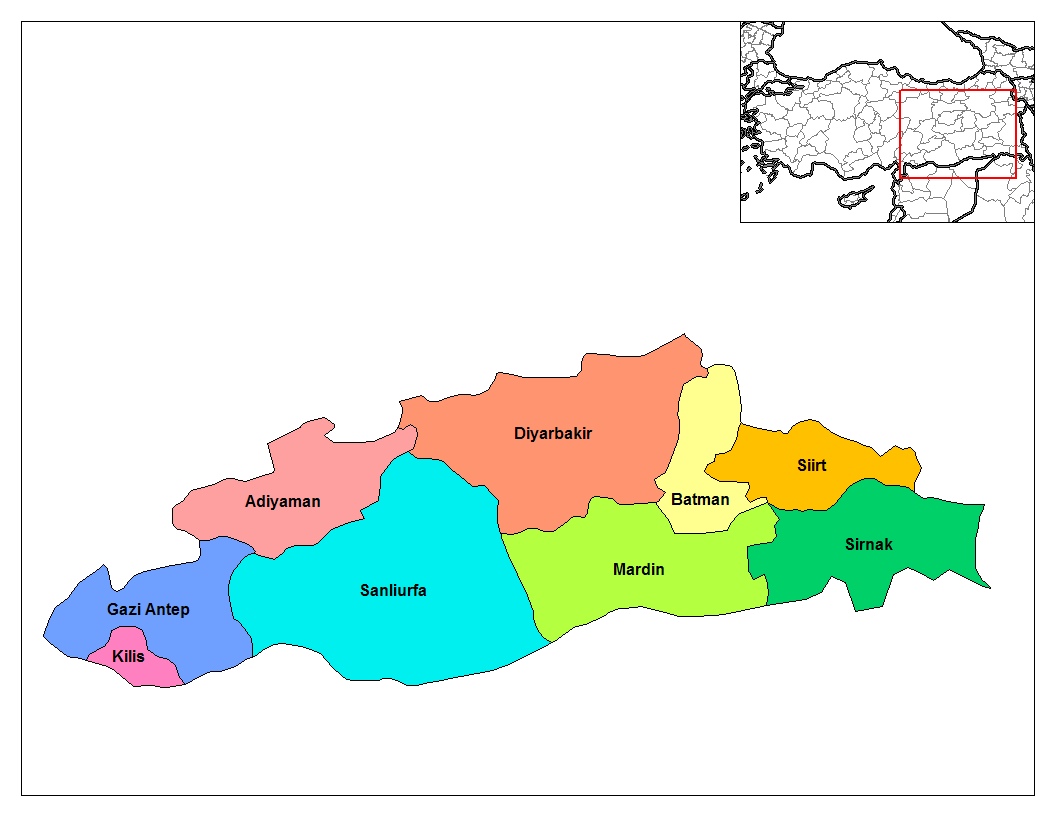
استان‌های آناتولی جنوب شرق

منطقه آناتولی جنوب شرق (به ترکی استانبولی: Güneydoğu Anadolu Bölgesi) یکی از ۷ منطقه در ترکیه که در بخش جنوب‌شرقي و در محدوده مرز عراق با ترکیه قرار دارد.
منطقه آناتولی جنوب شرق از شرق، شمال‌شرق و شمال به منطقه آناتولی شرقی، جنوب شرق به عراق، جنوب به سوریه، غرب و جنوب‌غرب و شمال غربي به منطقه مدیترانه محدود می‌شود.
جمعیت این منطقه بر اساس سرشماری سال ۲۰۲۲ میلادی ۹٬۳۰۵٬۹۱۲ نفر بوده‌است. وسعت این ناحیه نیز ۵۹۱۷۶ کیلومتر مربع است.

## استان‌ها
- آدیامان
- باتمان
- دیاربکر
- شانلی‌اورفه
- شرناق
- غازی عینتاب
- کیلیس
- ماردین